# Marian Csorich
Marian Csorich (* 1. Dezember 1979 in Danzig) ist ein ehemaliger polnischer Eishockeyspieler, der seine größten Erfolge beim KS Cracovia in Krakau feierte und zuletzt bis 2013 beim GKS Tychy in der Ekstraliga unter Vertrag stand. Sein Großvater Stefan Csorich war ebenfalls polnischer Eishockeynationalspieler.

## Karriere
Marian Csorich begann seine Karriere als Eishockeyspieler in Sosnowiec, wo er mit Olimpia 1996/97 in der East European Hockey League spielte. Nach einem Jahr beim KS Cracovia, in dessen zweiter Mannschaft er in der zweitklassigen I liga spielte, kehrte er 1998 nach Sosnowiec zurück und spielte für die Mannschaft der Eishockeyakademie des polnischen Verbandes ebenfalls in der I liga. Anschließend zog es ihn für zwei Jahre in die Vereinigten Staaten, wo er zunächst bei den Bismarck Bobcats in der America West Hockey League und anschließend für die texanischen Mannschaften der San Antonio Iguanas und der Border City Bandits in der Central Hockey League auf dem Eis stand. 2001 kehrte er nach Polen zurück und spielte in schneller Folge für den KTH Krynica, den Stammverein seines Großvaters Stefan, Podhale Nowy Targ und den TKH Toruń. 2004 schloss er sich wieder dem KS Cracovia an. Mit dem Traditionsklub aus Krakau gewann er 2006, 2008 und 2009 den polnischen Meistertitel. 2010 wechselte er zum GKS Tychy, bei dem er 2013 seine Karriere beendete.

### International
Für Polen nahm Csorich im Juniorenbereich an den U18-B-Europameisterschaften 1996 und 1997 teil. Im Seniorenbereich stand er erst mehr als ein Jahrzehnt später im Alter von über 30 Jahren im Aufgebot seines Landes bei den Weltmeisterschaften der Division I 2010 und 2012.

## Erfolge und Auszeichnungen
- 2006 Polnischer Meister mit dem KS Cracovia
- 2008 Polnischer Meister mit dem KS Cracovia
- 2009 Polnischer Meister mit dem KS Cracovia

## Ekstraliga-Statistik
(Stand: Ende der Saison 2012/13)